# مهاجرت به اروپا

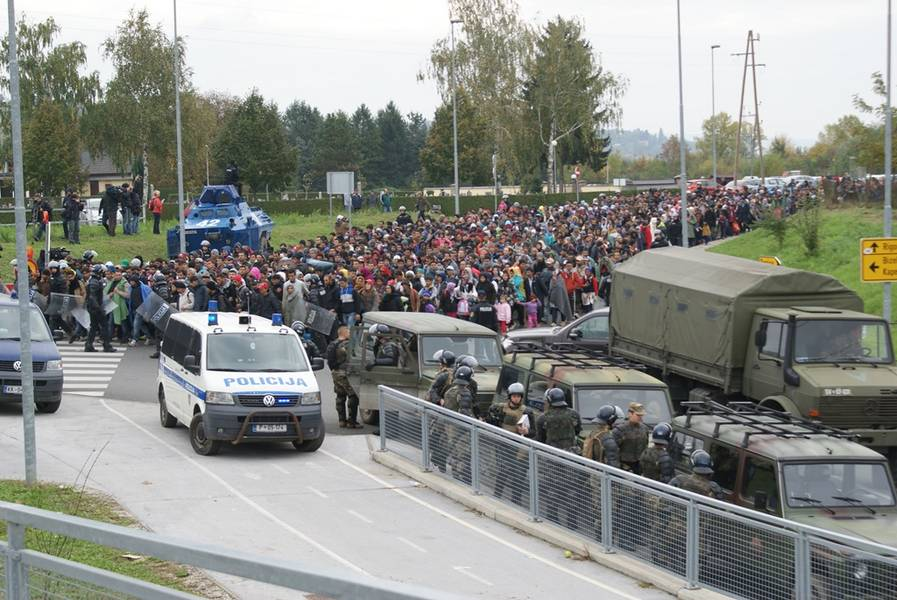
مهاجرین خاورمیانه در حال عبور از اسلونی به مقصد آلمان اکتبر۲۰۱۵

مهاجرت به اروپا دارای تاریخ طولانی است اما در اواخر قرن بیستم به‌طور چشمگیری افزایش یافت. به ویژه کشورهای غرب اروپا، پس از جنگ جهانی دوم رشد زیادی در مهاجرت داشتند و امروزه بسیاری از کشورهای اروپایی (به ویژه ۱۵ کشور اتحادیه اروپا) از جمعیت مهاجران اروپایی و غیر اروپایی قابل توجهی برخوردارند.

## نگرش‌ها
به موجب سیاست جهانی شدن در عصر حاضر مهاجرت به اروپا در میزان کمی و سرعت شتاب گرفته است. طی دهه‌های اخیر نگرش‌های منفی علیه مهاجرت افزایش یافته است و در مطالعات اخیر روی قوت‌گیری نگرش‌های ضد مهاجرت در کشورهای اروپایی تأکید شده است.
از سال ۲۰۰۴، اتحادیه اروپا برای آزادی تردد شهروندان غیر اروپایی ساکن در این اتحادیه اقامت دائم اتحادیه اروپا اعطا کرد و اصطلاح «مهاجر» از آن زمان برای اشاره به شهروندان غیر اتحادیه اروپا مورد استفاده قرار می‌گیرد و معنایش این است به کسی که تابعیت اتحادیه اروپا را گرفته مهاجر گفته نمی‌شود.
کمیسیون اروپا «مهاجرت» را عنوانی تعریف می‌کند تا به فردی از یک کشور غیر از اتحادیه اروپا برای مدت حداقل ۱۲ ماه داده می‌شود تا ساکن یکی از کشورهای این اتحادیه گردد.

## انواع مهاجر
مهاجران به شکل‌های مختلفی خود را به اروپا می‌رسانند. بیشتر مهاجران افراد تحت فشارهای اجتماعی، سیاسی و فرهنگی هستند که از مبداهای مختلفی نظیر سوریه، افغانستان، ایران، عراق و برخی کشورهای دیگر آسیایی و آفریقایی از مسیرهای زمینی، دریایی و هوایی خود را به اروپا رسانده و عمدتاً از روش پناهدگی بر اساس کنوانسیون پناهندگی اقدام به مهاجرت به اروپا می‌کنند.
انواع دیگری نیز وجود دارد که به منظور تحصیل، کار، تجارت، توریستی، سرمایه‌گذاری و … به عنوان مهاجر قانونی و با کیفیت تر به اروپا مهاجرت می‌کنند.

## آمارها
بین سال‌های ۲۰۱۰ و ۲۰۱۳، هر ساله به‌طور منظم حدود ۱٫۴ میلیون نفر از کشورهای غیر اتحادیه اروپا، به استثنای پناهجویان و پناهندگان، به اتحادیه اروپا مهاجرت می‌کنند که از سال ۲۰۱۰ کاهش اندکی مشاهده می‌شود.

## جدول آماری
جدول آماری ۲۰۱۳ در مورد تعداد جمعیت مهاجرت به اروپا براساس کشور میزبان
این لیست آمار مهاجرت به کشورهای اروپایی در سطح جهان است که توسط سازمان ملل در سال ۲۰۱۳ گزارش شده است.

### ۲۰۱۳
| کشور             | تعداد مهاجران | نسبت درصد آمار کل مهاجرین درجهان | درصد آمار مهاجرین از جمعیت ملی کشور |
| ---------------- | ------------- | -------------------------------- | ----------------------------------- |
| آلمان            | ۹٬۸۴۵٬۲۴۴     | ۴٫۳                              | ۱۱٫۹                                |
| بریتانیا         | ۷٬۸۲۴٬۱۳۱     | ۳٫۴                              | ۱۲٫۴                                |
| فرانسه           | ۷٬۴۳۹٬۰۸۶     | ۳٫۲                              | ۱۱٫۶                                |
| اسپانیا          | ۴٬۸۰۰٬۰۰۰     | ۲٫۸                              | ۹٫۶ (۲۰۱۶)                          |
| ایتالیا          | ۵٬۷۲۱٬۴۵۷     | ۲٫۵                              | ۹٫۴                                 |
| اوکراین          | ۵٬۱۵۱٬۳۷۸     | ۲٫۲                              | ۱۱٫۴                                |
| سوئیس            | ۲٬۳۳۵٬۰۵۹     | ۱٫۰                              | ۲۸٫۹                                |
| هلند             | ۱٬۹۶۴٬۹۲۲     | ۰٫۹                              | ۱۱٫۷                                |
| سوئد             | ۱٬۱۳۰٬۰۲۵     | ۰٫۷                              | ۱۵٫۹                                |
| اتریش            | ۱٬۳۳۳٬۸۰۷     | ۰٫۶                              | ۱۵٫۷                                |
| بلژیک            | ۱٬۱۵۹٬۸۰۱     | ۰٫۵                              | ۱۰٫۴                                |
| بلاروس           | ۱٬۰۸۵٬۳۹۶     | ۰٫۵                              | ۱۱٫۶                                |
| یونان            | ۹۸۸٬۲۴۵       | ۰٫۴                              | ۸٫۹                                 |
| پرتغال           | ۸۹۳٬۸۴۷       | ۰٫۴                              | ۸٫۴                                 |
| کرواسی           | ۷۵۶٬۹۸۰       | ۰٫۳                              | ۱۷٫۶                                |
| جمهوری ایرلند    | ۷۳۵٬۵۳۵       | ۰٫۳                              | ۱۵٫۹                                |
| نروژ             | ۶۹۴٬۵۰۸       | ۰٫۳                              | ۱۳٫۸                                |
| لهستان           | ۶۶۳٬۷۵۵       | ۰٫۳                              | ۰٫۹                                 |
| دانمارک          | ۵۵۶٬۸۲۵       | ۰٫۳                              | ۹٫۹                                 |
| صربستان          | ۵۳۲٬۴۵۷       | ۰٫۳                              | ۵٫۶                                 |
| مجارستان         | ۴۴۹٬۶۳۲       | ۰٫۳                              | ۴٫۷                                 |
| جمهوری چک        | ۴۳۹٬۱۱۶       | ۰٫۲                              | ۴٫۰                                 |
| مولدووا          | ۳۹۱٬۵۰۸       | ۰٫۲                              | ۱۱٫۲                                |
| جمهوری آذربایجان | ۳۲۳٬۸۴۳       | ۰٫۲                              | ۳٫۴                                 |
| ارمنستان         | ۳۱۷٬۰۰۱       | ۰٫۲                              | ۱۰٫۶                                |
| فنلاند           | ۲۹۳٬۱۶۷       | ۰٫۲                              | ۵٫۴                                 |
| لتونی            | ۲۸۲٬۸۸۷       | ۰٫۲                              | ۱۳٫۸                                |
| اسلوونی          | ۲۳۳٬۲۹۳       | ۰٫۲                              | ۱۱٫۳                                |
| لوکزامبورگ       | ۲۲۹٬۴۰۹       | ۰٫۱                              | ۴۳٫۳                                |
| استونی           | ۲۰۹٬۹۸۴       | ۰٫۱                              | ۱۶٫۴                                |
| قبرس             | ۲۰۷٬۳۱۳       | ۰٫۱                              | ۱۸٫۲                                |
| رومانی           | ۱۹۸٬۸۳۹       | ۰٫۱                              | ۰٫۹                                 |
| گرجستان          | ۱۸۹٬۸۹۳       | ۰٫۱                              | ۴٫۴                                 |
| لیتوانی          | ۱۴۷٬۷۸۱       | ۰٫۱                              | ۴٫۹                                 |
| مقدونیه شمالی    | ۱۳۹٬۷۵۱       | ۰٫۱                              | ۶٫۶                                 |
| آلبانی           | ۹۶٬۷۹۸        | ۰٫۱                              | ۳٫۱                                 |
| بلغارستان        | ۸۴٬۱۰۱        | ۰٫۱                              | ۱٫۲                                 |
| آندورا           | ۴۵٬۰۸۶        | ۰٫۱                              | ۵۶٫۹                                |
| جزیره من         | ۴۴٬۶۸۸        | ۰٫۱                              | ۵۲٫۰                                |
| ایسلند           | ۳۴٬۳۷۷        | ۰٫۱                              | ۱۰٫۷                                |
| موناکو           | ۲۴٬۲۹۹        | ۰٫۱                              | ۶۴٫۲                                |
| بوسنی و هرزگوین  | ۲۳٬۱۹۷        | ۰٫۱                              | ۰٫۶                                 |
| لیختن‌اشتاین      | ۱۲٬۲۰۸        | ۰٫۱                              | ۳۳٫۱                                |
| جبل طارق         | ۹٬۶۶۲         | ۰٫۱                              | ۳۳٫۰                                |
| سان مارینو       | ۴٬۳۹۹         | ۰٫۱                              | ۱۵٫۴                                |
| واتیکان          | ۷۹۹           | ۰٫۱                              | ۱۰۰٫۰                               |